# Трофімово
Село Трофімово входить до складу Міського поселення Воскресенськ. Станом на 2010 рік його населення становило 31 людину.

## Розташування
Село розташовано на північ від Воскресенська, поруч із трасою Москва-Рязань. Найближчі населені пункти Хлопки, Хорлово, Осташово.

## Транспорт
Поруч із селом знаходиться залізнична платформа Трофімово розташована на залізничній ліній Москва-Рязань